# Grande-Bretagne aux Jeux olympiques d'hiver de 2014
La Grande-Bretagne participe aux Jeux olympiques d'hiver de 2014 à Sotchi en Russie du 7 au 23 février 2014. Il s'agit de sa vingt-et-deuxième participation à des Jeux d'hiver.

## Médaillés
| Sport                  | Discipline        | Athlète(s)                                                                | Performance   | Date       |
| Médaille d'or : 1      |                   |                                                                           |               |            |
| Skeleton               | Femmes            | Elizabeth Yarnold                                                         | 3 min 52 s 89 | 14 février |
| Médaille d'argent : 1  |                   |                                                                           |               |            |
| Curling                | Tournoi masculin  | David Murdoch Greg Drummond Scott Andrews Michael Goodfellow Tom Brewster | 3-9           | 21 février |
| Médaille de bronze : 2 |                   |                                                                           |               |            |
| Snowboard              | Slopestyle femmes | Jenny Jones                                                               | 87,25 pts     | 9 février  |
| Curling                | Tournoi féminin   | Vicki Adams Lauren Gray Claire Hamilton Eve Muirhead Anna Sloan           | 6-5           | 20 février |

| Sport     | Médaille d'or, Jeux olympiques | Médaille d'argent, Jeux olympiques | Médaille de bronze, Jeux olympiques | Total |
| --------- | ------------------------------ | ---------------------------------- | ----------------------------------- | ----- |
| Skeleton  | 1                              | 0                                  | 0                                   | 1     |
| Curling   | 0                              | 1                                  | 1                                   | 2     |
| Snowboard | 0                              | 0                                  | 1                                   | 1     |
| Total     | 1                              | 1                                  | 2                                   | 4     |

## Biathlon
La Grande-Bretagne a obtenu les places suivantes grâce à ces performances aux Championnats du monde de biathlon 2012 et 2013:
- Épreuves hommes : 1 place
- Épreuves femmes : 1 place

## Curling

### Tournoi masculin
| Grande-Bretagne |
| --- |
| Curl Aberdeen, Aberdeen Fourth : David Murdoch Skip : Tom Brewster Second : Greg Drummond Lead : Scott Andrews Remplaçant : Michael Goodfellow |

| Rang | Pays            | V | D | bp | bc | Manches gagnées | Manches perdues | Manches blanches | Vols pour | Vols contre | Tirs % |
| ---- | --------------- | - | - | -- | -- | --------------- | --------------- | ---------------- | --------- | ----------- | ------ |
| 1    | Allemagne       | 0 | 0 | 0  | 0  | 0               | 0               | 0                | 0         | 0           | 0      |
| 2    | Canada          | 0 | 0 | 0  | 0  | 0               | 0               | 0                | 0         | 0           | 0      |
| 3    | Chine           | 0 | 0 | 0  | 0  | 0               | 0               | 0                | 0         | 0           | 0      |
| 4    | Danemark        | 0 | 0 | 0  | 0  | 0               | 0               | 0                | 0         | 0           | 0      |
| 5    | États-Unis      | 0 | 0 | 0  | 0  | 0               | 0               | 0                | 0         | 0           | 0      |
| 6    | Grande-Bretagne | 0 | 0 | 0  | 0  | 0               | 0               | 0                | 0         | 0           | 0      |
| 7    | Norvège         | 0 | 0 | 0  | 0  | 0               | 0               | 0                | 0         | 0           | 0      |
| 8    | Russie          | 0 | 0 | 0  | 0  | 0               | 0               | 0                | 0         | 0           | 0      |
| 9    | Suède           | 0 | 0 | 0  | 0  | 0               | 0               | 0                | 0         | 0           | 0      |
| 10   | Suisse          | 0 | 0 | 0  | 0  | 0               | 0               | 0                | 0         | 0           | 0      |

Les quatre premières équipes en tête à la fin du premier tour sont qualifiées directement pour les demi-finales.
| Équipes         | 1 | 2 | 3 | 4 | 5 | 6 | 7 | 8 | 9 | 10 | 11 | Total |
| --------------- | - | - | - | - | - | - | - | - | - | -- | -- | ----- |
| Russie          | - | - | - | - | - | - | - | - | - | -  | -  | -     |
| Grande-Bretagne | - | - | - | - | - | - | - | - | - | -  | -  | -     |

| Équipes         | 1 | 2 | 3 | 4 | 5 | 6 | 7 | 8 | 9 | 10 | 11 | Total |
| --------------- | - | - | - | - | - | - | - | - | - | -- | -- | ----- |
| Suède           | - | - | - | - | - | - | - | - | - | -  | -  | -     |
| Grande-Bretagne | - | - | - | - | - | - | - | - | - | -  | -  | -     |

| Équipes         | 1 | 2 | 3 | 4 | 5 | 6 | 7 | 8 | 9 | 10 | 11 | Total |
| --------------- | - | - | - | - | - | - | - | - | - | -- | -- | ----- |
| Grande-Bretagne | - | - | - | - | - | - | - | - | - | -  | -  | -     |
| Allemagne       | - | - | - | - | - | - | - | - | - | -  | -  | -     |

| Équipes         | 1 | 2 | 3 | 4 | 5 | 6 | 7 | 8 | 9 | 10 | 11 | Total |
| --------------- | - | - | - | - | - | - | - | - | - | -- | -- | ----- |
| Suisse          | - | - | - | - | - | - | - | - | - | -  | -  | -     |
| Grande-Bretagne | - | - | - | - | - | - | - | - | - | -  | -  | -     |

| Équipes         | 1 | 2 | 3 | 4 | 5 | 6 | 7 | 8 | 9 | 10 | 11 | Total |
| --------------- | - | - | - | - | - | - | - | - | - | -- | -- | ----- |
| Grande-Bretagne | - | - | - | - | - | - | - | - | - | -  | -  | -     |
| États-Unis      | - | - | - | - | - | - | - | - | - | -  | -  | -     |

| Équipes         | 1 | 2 | 3 | 4 | 5 | 6 | 7 | 8 | 9 | 10 | 11 | Total |
| --------------- | - | - | - | - | - | - | - | - | - | -- | -- | ----- |
| Grande-Bretagne | - | - | - | - | - | - | - | - | - | -  | -  | -     |
| Danemark        | - | - | - | - | - | - | - | - | - | -  | -  | -     |

| Équipes         | 1 | 2 | 3 | 4 | 5 | 6 | 7 | 8 | 9 | 10 | 11 | Total |
| --------------- | - | - | - | - | - | - | - | - | - | -- | -- | ----- |
| Canada          | - | - | - | - | - | - | - | - | - | -  | -  | -     |
| Grande-Bretagne | - | - | - | - | - | - | - | - | - | -  | -  | -     |

| Équipes         | 1 | 2 | 3 | 4 | 5 | 6 | 7 | 8 | 9 | 10 | 11 | Total |
| --------------- | - | - | - | - | - | - | - | - | - | -- | -- | ----- |
| Grande-Bretagne | - | - | - | - | - | - | - | - | - | -  | -  | -     |
| Norvège         | - | - | - | - | - | - | - | - | - | -  | -  | -     |

Session 12 - lundi 17 février 2014, à 14h00
| Équipes         | 1 | 2 | 3 | 4 | 5 | 6 | 7 | 8 | 9 | 10 | 11 | Total |
| --------------- | - | - | - | - | - | - | - | - | - | -- | -- | ----- |
| Chine           | - | - | - | - | - | - | - | - | - | -  | -  | -     |
| Grande-Bretagne | - | - | - | - | - | - | - | - | - | -  | -  | -     |

### Tournoi féminin
| Grande-Bretagne |
| --- |
| Dunkeld CC, Pitlochry Skip : Eve Muirhead Third : Anna Sloan Second : Vicki Adams Lead : Claire Hamilton Remplaçante : Lauren Gray |

| Rang | Pays            | V | D | bp | bc | Manches gagnées | Manches perdues | Manches blanches | Vols pour | Vols contre | Tirs % |
| ---- | --------------- | - | - | -- | -- | --------------- | --------------- | ---------------- | --------- | ----------- | ------ |
| 1    | Canada          | 0 | 0 | 0  | 0  | 0               | 0               | 0                | 0         | 0           | 0      |
| 2    | Chine           | 0 | 0 | 0  | 0  | 0               | 0               | 0                | 0         | 0           | 0      |
| 3    | Corée du Sud    | 0 | 0 | 0  | 0  | 0               | 0               | 0                | 0         | 0           | 0      |
| 4    | Danemark        | 0 | 0 | 0  | 0  | 0               | 0               | 0                | 0         | 0           | 0      |
| 5    | États-Unis      | 0 | 0 | 0  | 0  | 0               | 0               | 0                | 0         | 0           | 0      |
| 6    | Grande-Bretagne | 0 | 0 | 0  | 0  | 0               | 0               | 0                | 0         | 0           | 0      |
| 7    | Japon           | 0 | 0 | 0  | 0  | 0               | 0               | 0                | 0         | 0           | 0      |
| 8    | Russie          | 0 | 0 | 0  | 0  | 0               | 0               | 0                | 0         | 0           | 0      |
| 9    | Suède           | 0 | 0 | 0  | 0  | 0               | 0               | 0                | 0         | 0           | 0      |
| 10   | Suisse          | 0 | 0 | 0  | 0  | 0               | 0               | 0                | 0         | 0           | 0      |

Les quatre premières équipes en tête à la fin du premier tour sont qualifiées directement pour les demi-finales.
| Équipes         | 1 | 2 | 3 | 4 | 5 | 6 | 7 | 8 | 9 | 10 | 11 | Total |
| --------------- | - | - | - | - | - | - | - | - | - | -- | -- | ----- |
| Suède           | - | - | - | - | - | - | - | - | - | -  | -  | -     |
| Grande-Bretagne | - | - | - | - | - | - | - | - | - | -  | -  | -     |

| Équipes         | 1 | 2 | 3 | 4 | 5 | 6 | 7 | 8 | 9 | 10 | 11 | Total |
| --------------- | - | - | - | - | - | - | - | - | - | -- | -- | ----- |
| Grande-Bretagne | - | - | - | - | - | - | - | - | - | -  | -  | -     |
| États-Unis      | - | - | - | - | - | - | - | - | - | -  | -  | -     |

| Équipes         | 1 | 2 | 3 | 4 | 5 | 6 | 7 | 8 | 9 | 10 | 11 | Total |
| --------------- | - | - | - | - | - | - | - | - | - | -- | -- | ----- |
| Canada          | - | - | - | - | - | - | - | - | - | -  | -  | -     |
| Grande-Bretagne | - | - | - | - | - | - | - | - | - | -  | -  | -     |

| Équipes         | 1 | 2 | 3 | 4 | 5 | 6 | 7 | 8 | 9 | 10 | 11 | Total |
| --------------- | - | - | - | - | - | - | - | - | - | -- | -- | ----- |
| Chine           | - | - | - | - | - | - | - | - | - | -  | -  | -     |
| Grande-Bretagne | - | - | - | - | - | - | - | - | - | -  | -  | -     |

| Équipes         | 1 | 2 | 3 | 4 | 5 | 6 | 7 | 8 | 9 | 10 | 11 | Total |
| --------------- | - | - | - | - | - | - | - | - | - | -- | -- | ----- |
| Grande-Bretagne | - | - | - | - | - | - | - | - | - | -  | -  | -     |
| Japon           | - | - | - | - | - | - | - | - | - | -  | -  | -     |

| Équipes         | 1 | 2 | 3 | 4 | 5 | 6 | 7 | 8 | 9 | 10 | 11 | Total |
| --------------- | - | - | - | - | - | - | - | - | - | -- | -- | ----- |
| Grande-Bretagne | - | - | - | - | - | - | - | - | - | -  | -  | -     |
| Corée du Sud    | - | - | - | - | - | - | - | - | - | -  | -  | -     |

| Équipes         | 1 | 2 | 3 | 4 | 5 | 6 | 7 | 8 | 9 | 10 | 11 | Total |
| --------------- | - | - | - | - | - | - | - | - | - | -- | -- | ----- |
| Grande-Bretagne | - | - | - | - | - | - | - | - | - | -  | -  | -     |
| Suisse          | - | - | - | - | - | - | - | - | - | -  | -  | -     |

| Équipes         | 1 | 2 | 3 | 4 | 5 | 6 | 7 | 8 | 9 | 10 | 11 | Total |
| --------------- | - | - | - | - | - | - | - | - | - | -- | -- | ----- |
| Russie          | - | - | - | - | - | - | - | - | - | -  | -  | -     |
| Grande-Bretagne | - | - | - | - | - | - | - | - | - | -  | -  | -     |

Session 12 - lundi 17 février 2014, à 19h00
| Équipes         | 1 | 2 | 3 | 4 | 5 | 6 | 7 | 8 | 9 | 10 | 11 | Total |
| --------------- | - | - | - | - | - | - | - | - | - | -- | -- | ----- |
| Danemark        | - | - | - | - | - | - | - | - | - | -  | -  | -     |
| Grande-Bretagne | - | - | - | - | - | - | - | - | - | -  | -  | -     |

## Patinage artistique
La Grande-Bretagne a obtenu les places suivantes :
- Femmes individuel: 1 place
- Danse sur glace: 1 place

## Patinage de vitesse sur piste courte
| Athlète            | Épreuve | Qualification | Qualification | Quart de finale | Quart de finale | Demi-finale | Demi-finale | Finale | Finale |
| Athlète            | Épreuve | Temps         | Rang          | Temps           | Rang            | Temps       | Rang        | Temps  | Rang   |
| ------------------ | ------- | ------------- | ------------- | --------------- | --------------- | ----------- | ----------- | ------ | ------ |
| Jon Eley           | 500 m   |               |               |                 |                 |             |             |        |        |
| Jon Eley           | 1000 m  |               |               |                 |                 |             |             |        |        |
| Richard Shoebridge | 1000 m  |               |               |                 |                 |             |             |        |        |
| Jack Whelbourne    | 500 m   |               |               |                 |                 |             |             |        |        |
| Jack Whelbourne    | 1000 m  |               |               |                 |                 |             |             |        |        |
| Jack Whelbourne    | 1500 m  |               |               |                 |                 |             |             |        |        |

| Athlète             | Épreuve | Qualification | Qualification | Quart de finale | Quart de finale | Demi-finale | Demi-finale | Finale | Finale |
| Athlète             | Épreuve | Temps         | Rang          | Temps           | Rang            | Temps       | Rang        | Temps  | Rang   |
| ------------------- | ------- | ------------- | ------------- | --------------- | --------------- | ----------- | ----------- | ------ | ------ |
| Elise Christie      | 500 m   |               |               |                 |                 |             |             |        |        |
| Elise Christie      | 1000 m  |               |               |                 |                 |             |             |        |        |
| Elise Christie      | 1500 m  |               |               |                 |                 |             |             |        |        |
| Charlotte Gilmartin | 500 m   |               |               |                 |                 |             |             |        |        |
| Charlotte Gilmartin | 1000 m  |               |               |                 |                 |             |             |        |        |
| Charlotte Gilmartin | 1500 m  |               |               |                 |                 |             |             |        |        |

## Ski alpin
La Grande-Bretagne a obtenu les places suivantes :
- Compétitions masculines: 4 places
- Compétitions féminines: 3 places

## Snowboard
Freestyle
| Athlète        | Épreuve           | Qualifications | Qualifications | Qualifications | Qualifications | Demi-finales | Demi-finales | Demi-finales | Demi-finales | Finale   | Finale   | Finale   | Finale                              |
| Athlète        | Épreuve           | Run 1          | Run 2          | Meilleur       | Rang           | Run 1        | Run 2        | Meilleur     | Rang         | Run 1    | Run 2    | Meilleur | Rang                                |
| -------------- | ----------------- | -------------- | -------------- | -------------- | -------------- | ------------ | ------------ | ------------ | ------------ | -------- | -------- | -------- | ----------------------------------- |
| Dom Harington  | Half-pipe hommes  |                |                |                |                |              |              |              |              |          |          |          |                                     |
| Ben Kilner     | Half-pipe hommes  |                |                |                |                |              |              |              |              |          |          |          |                                     |
| Billy Morgan   | Slopestyle hommes | 76,25          | 85,50          | 85,50          | 6 QS           | 90,75        | 35,50        | 90,75        | 1 QF         | 38,00    | 39,75    | 39,75    | 10                                  |
| Jamie Nicholls | Slopestyle hommes | 62,25          | 86,75          | 86,75          | 4 QF           | Qualifié     | Qualifié     | Qualifié     | Qualifié     | 85,50    | 46,50    | 85,50    | 6                                   |
| Aimee Fuller   | Slopestyle femmes | 44,50          | 39,00          | 44,50          | 10 QS          | 33,75        | 37,50        | 37,50        | 9            | Éliminée | Éliminée | Éliminée | Éliminée                            |
| Jenny Jones    | Slopestyle femmes | 74,25          | 21,75          | 74,25          | 6 QS           | 82.25        | 83.25        | 83.25        | 3 QF         | 73,00    | 87,25    | 87,25    | Médaille de bronze, Jeux olympiques |

Qualification Legend: QF – Qualify directly to final; QS – Qualify to semifinal
Cross
| Athlète      | Épreuve      | Qualifications | Qualifications | Quarts-de-finale | Demi-finales | Finale |
| Athlète      | Épreuve      | Temps          | Rang           | Rang             | Rang         | Rang   |
| ------------ | ------------ | -------------- | -------------- | ---------------- | ------------ | ------ |
| Zoe Gillings | Cross femmes |                |                |                  |              |        |